# سیارک ۲۹۵۴
سیارک ۲۹۵۴ (به انگلیسی: 2954 Delsemme، نامگذاری:1982BT1) دو هزار و نهصد و پنجاه و چهارمین سیارک کشف شده‌است که در ۳۰ ژانویه ۱۹۸۲ کشف شد.
قدر مطلق سیارک برابر ۱۳٫۵۰ است.